# Ols-et-Rinhodes

Ols-et-Rinhodes este o comună în departamentul Aveyron din sudul Franței. În 1 ianuarie 2022 avea o populație de 168 de locuitori.